# Dorcadia xijiensis
Dorcadia xijiensis är en loppart som beskrevs av Zhang Jiliang et Dang Liangji 1985. Dorcadia xijiensis ingår i släktet Dorcadia och familjen grävlingloppor. Inga underarter finns listade i Catalogue of Life.